# Mosacz
Mosacz – struga na ziemi prudnickiej, w południowo-zachodniej Polsce, w województwie opolskim, powiecie krapkowickim, gminach Walce i Krapkowice. Dopływ strugi Swornica, długości 1,72 km.
Źródło strugi znajduje się na północ od wsi Brożec. We wsi Żużela uchodzi do strugi Swornica.